# Тепич, Милан
Милан Тепич (серб. Милан Тепић; 26 января 1957, Комленац — 29 сентября 1991, Беденик) — югославский военный, майор Югославской народной армии. Последний человек, получивший звание Народного героя Югославии (награждён посмертно).

## Биография
После окончания начальной школы в Козарска-Дубица поступил в среднюю школу, где после 3-го класса стал военным стипендиатом. Он поступил в дорожную академию при Военной академии, но был переведён в отдел технической службы. Поступил на действительную военную службу в 1980 году в Славонска-Пожеге. В середине 1980-х служил в Вараждине, в 1990 был отправлен в Беловар, а в июле 1991 переведён на склад боеприпасов в Беденике.

## Подвиг

### Осада казармы в Бьеловаре
В июле 1991 года майор Тепич вместе с группой солдат находился на центральном складе боеприпасов в селе Беденик вблизи Бьеловара. Силы Национальной гвардии Хорватии в соседнем городе захватили казарму имени Божидара Аджии, взяв в плен около двух сотен солдат Югославской народной армии из 265-й моторизованной бригады, в том числе большое количество новобранцев, после чего окружили село Беденик и начали его осаду. Команда 5-го военного округа ЮНА в Загребе отправила туда гуманитарную миссию «Европейского объединения», однако их не пустили в казарму солдаты Национальной гвардии

### Расстрел солдат и их близких
Сбежавший из Югославской народной армии подполковник Йосип Томшич, который был командиром обороны Беловара, предпринял атаку на казарму, в которой оставались всё ещё верные федеральным силам солдаты, офицеры и члены их семей. Около 2 тысяч хорватских солдат начали штурм казармы: у осаждённых не было пищи и воды. Поскольку командование ЮНА не отправляло подкрепление, командир бригады полковник Райко Ковачевич принял решение сдаться в плен. Итого попали в плен 60 офицеров и 150 солдат. Председатель экстренно созванного штаба Юре Шимич приказал построиться солдатам на плацу и раздеться до пояса. Из строя были выведены командир Райко Ковачевич и его помощники: подполковник Милько Васич и капитан Драгиша Йованович. Шимич отвёл троих на 50 метров, после чего расстрелял их из пистолета.

### Подвиг Тепича
Тепич вместе со своими войсками организовывал оборону склада со 170 тоннами боеприпасов от хорватских солдат и боевиков, которые окружили село. Однако силы обороняющихся иссякали: вскоре удерживать склад уже не представлялось возможным. 29 сентября 1991, не желая сдаваться в плен и передавать хорватам военные припасы, Милан Тепич заложил взрывчатку на складе и подорвал её. В результате мощного взрыва были убиты не только Тепич, но и все его подчинённые (в том числе семь офицеров). Точное число жертв не установлено, однако в результате взрыва погибли как минимум 11 хорват. Вместе с Тепичем погиб и призывник Стоядин Миркович, который с БТР обстреливал хорватов и был убит взрывом от противотанковой ракеты (он отказался выполнить приказ майора и сдаться). Деревянные обломки разлетелись в радиусе 200 метров: взрыв оказался такой мощной силы, что в Бьеловаре выбило стёкла в нескольких домах ударной волной. Помимо погибших, было ещё 17 раненых, а в больницу Бьеловара поступило в общей сложности 100 раненых, 30 из которых были солдатами ЮНА. Сотрясение земли и треск окон ощущались даже в 30 километрах от места взрыва. 
Подобный акт многие сравнили с действием почти что двухвековой давности в разгар Первого сербского восстания: сербский воевода Стефан Синджелич в аналогичной ситуации в 1809 году погиб, выстрелив в бочку с порохом, однако тем самым подорвал мост, уничтожив огромное количество турецких солдат. В ходе действий Тепича были уничтожены прямо 11 человек, ещё около 200 были позднее признаны погибшими или пропавшими без вести. В знак мести хорваты расстреляли попавшего в плен караульного Ранко Стефановича.

## Память
Когда люди дают слово, его или держат, или бросают на ветер. Я дал слово, что буду защищать эту землю, если ей придётся тяжело.
Оригинальный текст (серб.)Једанпут људи дају ријеч, она остаје или се погази. Ја сам дао ријеч да ћу да браним ову земљу ако јој буде тешко.
Надпись на постаменте памятника М. Тепичу в Белграде

Бранко Костич, исполнявший обязанности председателя СФРЮ, 19 ноября 1991 издал, как оказалось, последний указ о награждении Орденом и званием Народного героя Югославии. Майору Милану Тепичу оно было присвоено «за выдающийся подвиг в борьбе против врага во время нападения на казармы ЮНА в Бьеловаре». Также Тепич был награждён югославским Орденом Военных заслуг с серебряными мечами. В его честь был учреждён орден Республики Сербской «За особые военные заслуги».
В память о майоре Тепиче его имя получили улицы в Белграде (община Савски-Венац), Баня-Луке, Вршаце, Восточном Сараево, Нише, Зренянине, Бачке-Паланке, Сремске-Митровице, Бешке, Инджии, Куле, Лесковаце, Нови-Саде (три улицы, одна была позднее переименована), Оджацах, Пироте, Смедерево, Сомборе, Темерине, Велике-Плане, Тесличе, Баня-Луке, Источно-Сараево и ряде других городов.